# Coluna
Coluna är en kommun i Brasilien.   Den ligger i delstaten Minas Gerais, i den sydöstra delen av landet, 600 km sydost om huvudstaden Brasília. Antalet invånare är 9 024.
Omgivningarna runt Coluna är huvudsakligen savann. Runt Coluna är det ganska glesbefolkat, med 21 invånare per kvadratkilometer.